# Okręg Boulay-Moselle
Okręg Boulay-Moselle (fr. Arrondissement de Boulay-Moselle) – okręg w północno-wschodniej Francji. Populacja wynosi 74 600.

## Podział administracyjny
W skład okręgu wchodzą następujące kantony:
- Boulay-Moselle,
- Bouzonville,
- Faulquemont.